# Estreux
Estreux is een gemeente in het Franse Noorderdepartement (Frans: département du Nord) (regio Hauts-de-France). De gemeente telde op 1 januari 2022 945 inwoners en maakt deel uit van het arrondissement Valenciennes.

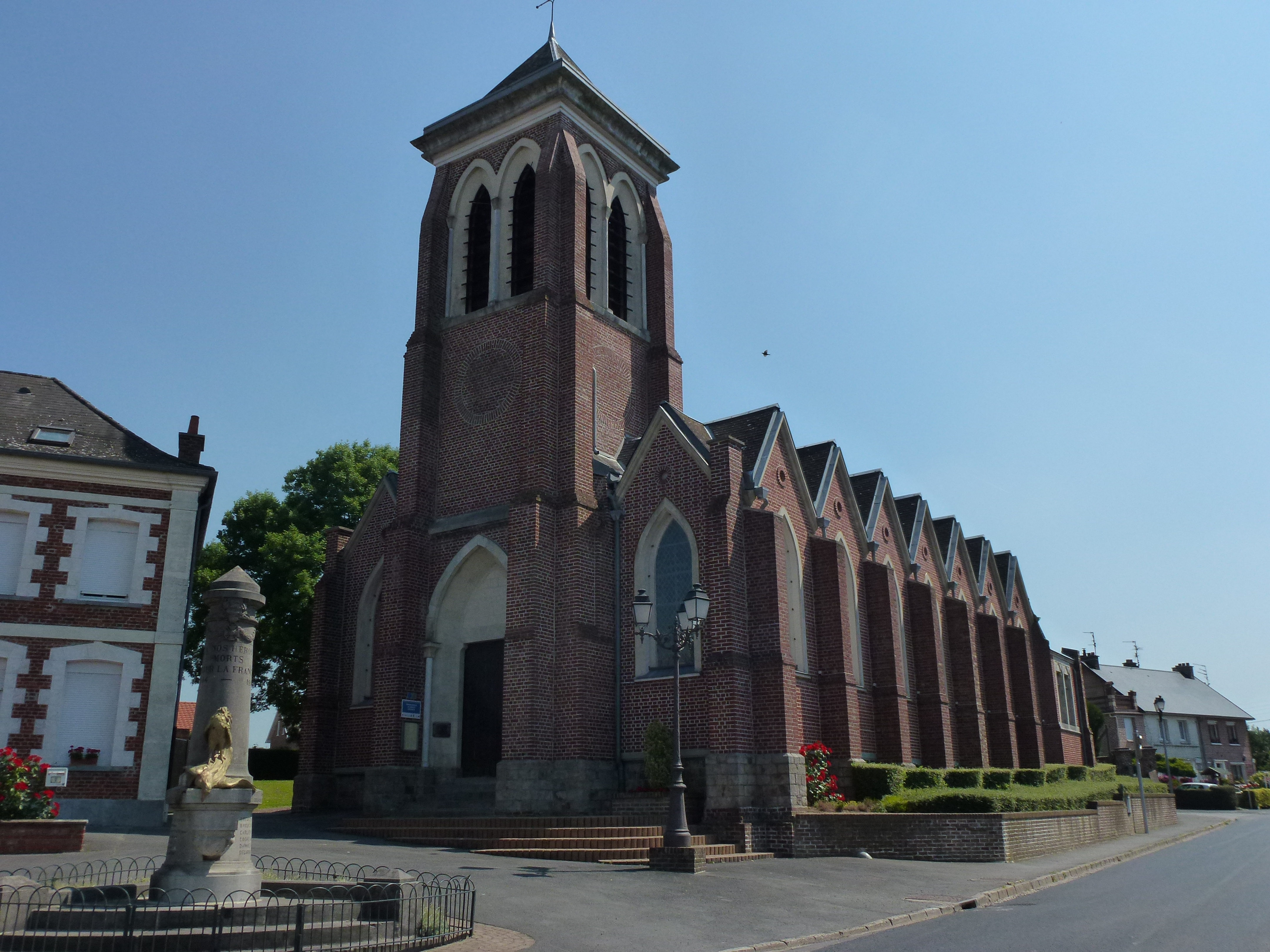
Église Saint-Martin

## Geschiedenis
Het dorp is aangeduid op de 18de-eeuws Cassinikaart als Estreu. Kadasterplans uit het begin van de 19de eeuw spellen de gemeente als Etrœux en kaarten uit het midden van die eeuw spellen ook Etreux.

## Geografie
De oppervlakte van Estreux bedroeg op 1 januari 2022 5,3 vierkante kilometer; de bevolkingsdichtheid was toen 178,3 inwoners per km².

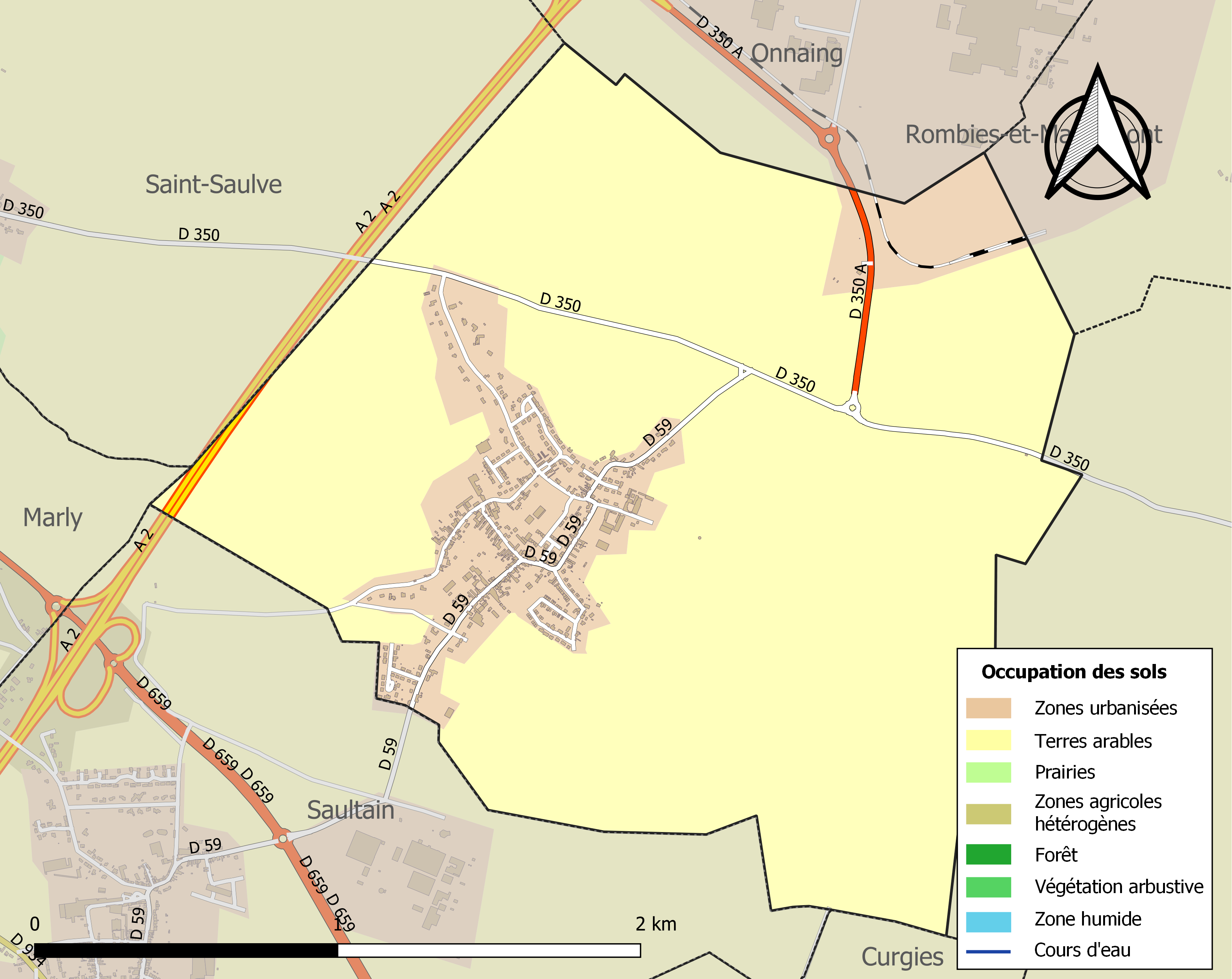
Kaart van de gemeente met belangrijkste infrastructuur, bodemgebruik en omliggende gemeenten

## Bezienswaardigheden
- de Église Saint-Martin uit de 19de eeuw

## Demografie
Onderstaande figuur toont het verloop van het inwonertal (bron: INSEE-tellingen).

## Verkeer en vervoer
De westgrens van de gemeente wordt gevormd door de autosnelweg A2/E19. De snelweg heeft geen op- en afrit in Estreux, wel net ten noorden in buurgemeente Onnaing en net ten zuiden in buurgemeente Saultain, langs waar Estreux bereikbaar is.